# 1829年逝世人物列表
下面是1829年逝世的知名人士列表。
1829年逝世人物列表：1月 - 2月 - 3月 - 4月 - 5月 - 6月 - 7月 - 8月 - 9月 - 10月 - 11月 - 12月

## 1月

### 1月6日
- 阿瑪利亞·霍爾斯特，德國作家、知識份子和女權主義者

### 1月12日
- 卡爾·威廉·施勒格爾，德國詩人、哲學家和語言學家

### 1月25日
- 威廉·希爾德，英國小提琴家、作曲家

### 1月28日
- 阿尔布雷斯特·贝尔伯林格

### 1月29日
- 保羅·巴拉斯，法國政治家
- 伊斯特萬·保利，匈牙利斯洛維尼亞牧師、作家

## 2月

### 2月10日
- 良十二世

### 2月11日
- 亚历山大·格里博也多夫，俄羅斯劇作家、外交官

### 2月17日
- 蜜雪兒·昂熱·伯納德·曼古裡特，法國外交官

### 2月21日
- 基圖爾·欽納瑪，印度王後

### 2月26日
- 约翰·海因里希·威廉·蒂施贝因，德國畫家

## 3月

### 3月2日
- 卡爾·戈特弗裡德·哈根，德國化學家

### 3月5日
- 约翰·亚当斯，最後倖存的賞金叛變者

### 3月8日
- 弗朗切斯科·魯斯波利，第三代切爾韋泰里親王

### 3月30日
- 克裡斯托弗·弗雷德里克·洛佐夫，丹麥-挪威軍官

## 4月

### 4月6日
- 尼尔斯·阿贝尔，挪威數學家

### 4月18日
- 維羅妮卡·古特，瑞士叛軍女英雄

### 4月23日
- 伊莉莎白·法倫，愛爾蘭女演員。

## 5月

### 5月10日
- 湯瑪斯·楊，英國醫生、語言學家

### 5月17日
- 约翰·杰伊，美國第一任首席大法官

### 5月21日
- 彼得一世，奧爾登堡大公

### 5月29日
- 汉弗里·戴维，英國化學家

### 5月30日
- 路易·阿洛伊修斯，霍恩洛厄-瓦爾登堡-巴滕施泰因親王

## 6月

### 6月6日
- 亨利·迪尔伯恩，美國醫師、政治人物、美國陸軍退役少將
- 沙納迪蒂特，Beothuk 人中最後一位已知的純血統成員

### 6月9日
- 威廉·费纳，德裔天主教牧師和耶穌會士

### 6月15日
- 弗朗西斯·布坎南-汉密尔顿，地理學家
- 特蕾莎·胡貝爾，德國作家和學者

### 6月27日
- 詹姆斯·史密森，英國礦物學家、化學家，他的財富最終流向了美利堅合眾國，並最初用於資助史密森學會

## 7月

### 7月6日
- 阿卜杜勒-拉赫曼·易卜拉欣·索里

### 7月11日
- 漢娜·馬瑟·克羅克，美國散文家，美國婦女權利宣導者

### 7月23日
- 沃伊切赫·博古斯瓦夫斯基，演員兼導演，波蘭戲劇之父

## 8月

### 8月7日
- 約翰·里夫斯，英國法官

## 10月

### 10月10日
- 瑪麗亞·伊莉莎白·雅克森，英國植物學家

### 10月29日
- 瑪利亞·安娜·莫札特，奧地利音樂家和作曲家，沃尔夫冈·阿马德乌斯·莫扎特的妹妹

## 11月

### 11月12日
- 讓-巴蒂斯特·雷諾，法國畫家

### 11月14日
- 路易士·尼古拉斯·沃克林，法國化學家，鈹和鉻的發現者

### 11月26日
- 布什罗德·华盛顿，美國最高法院大法官

## 12月

### 12月12日
- 小約翰·蘭辛，美國政治家（失蹤）

### 12月28日
- 伊莉莎白·弗裡曼，非裔美國奴隸
- 让-巴蒂斯特·拉马克，法國科學家
- 比爾·里士滿，英國拳擊手

### 12月29日
- 拿騷-威爾堡的亨麗埃特，泰申公爵夫人（猩紅熱）

## 日期不詳
- 黃呂，中國科學家